# Campeonato de Portugal de 1930–31
O Campeonato de Portugal 1930–31 foi a 10ª edição do Campeonato de Portugal. O Benfica venceu esta edição pela segunda vez.
Nesta edição, os jogos a partir dos oitavos, quartos de final e meias-finais foram disputadas a duas mãos, sendo que se cada equipa vencesse um dos jogos, seria necessário disputar uma terceira partida de desempate (não importando o número de golos marcados).

## Participantes
- Algarve (2): Lusitano VRSA, Olhanense
- Aveiro (2): Sp. Espinho, Sanjoanense
- Beja (1): União Beja
- Braga (1): Sporting Clube de Braga
- Coimbra (1): SC Conimbricense
- Évora (1): Lusitano de Évora
- Leiria (1): Marinhense
- Lisboa (2): Benfica, Casa Pia
- Madeira (1): CS Marítimo
- Porto (5): Porto, Salgueiros, Leça, Boavista, Sport Progresso
- Portalegre (1): Estrela de Portalegre
- Santarém (1): Operário de Santarém
- Setúbal (1): Vitória de Setúbal
- Viana do Castelo (1): Sport Clube Vianense

## 1ª Eliminatória
As partidas foram disputadas a 22 de março de 1931 (a partida de desempate realizou-se 3 dias mais tarde).
|               | Resultado          |                       |
| ------------- | ------------------ | --------------------- |
| Benfica       | 8 - 3              | Estrela de Portalegre |
| Vitória FC    | 6 - 1              | União Beja            |
| SC Salgueiros | 13 - 0             | SC Braga              |
| Casa Pia AC   | 3 - 2              | Progresso             |
| FC Porto      | 7 - 0              | Vianense              |
| Boavista      | 2 - 0              | AD Sanjoanense        |
| Leça FC       | 3 - 3 3-1 (2ª mão) | Vila Real             |

## Oitavos de final
A 1ª mão disputou-se a 19 de abril, a 2ª mão a 26 de abril e os jogos de desempate a 28 de maio de 1931.
|                      | vs |                  | 1ª mão | 2ª mão | desemp |
| -------------------- | -- | ---------------- | ------ | ------ | ------ |
| Lusitano VRSA        |    | SC Espinho       | 4 - 0  | 0 - 1  | 6 - 1  |
| Boavista             |    | Marinhense       | 4 - 1  | 2 - 3  | 7 - 0  |
| Vitória FC           |    | SC Conimbricense | 8 - 1  | 3 - 1  |        |
| Operário de Santarém |    | Leça FC          | 2 - 2  | 5 - 2  |        |
| Benfica              |    | Olhanense        | 5 - 1  | 0 - 2  | 2 - 0  |
| FC Porto             |    | Casa Pia AC      | 2 - 1  | 4 - 2  |        |
| Lusitano de Évora    |    | SC Salgueiros    | 3 - 2  | 1 - 1  |        |

## Quartos de final
A 1ª mão disputou-se a 4 de junho, a 2ª mão a 7 de junho de 1931.
|            | vs |                      | 1ª mão | 2ª mão |
| ---------- | -- | -------------------- | ------ | ------ |
| Marítimo   |    | Operário de Santarém | 1 - 0  | 6 - 2  |
| Vitória FC |    | Lusitano VRSA        | 2 - 2  | 7 - 1  |
| FC Porto   |    | Boavista             | 4 - 4  | 3 - 0  |
| Benfica    |    | Lusitano de Évora    | 7 - 0  | 4 - 2  |

## Meias-finais
A 1ª mão disputou-se a 14 de junho e a 2ª mão a 21 de junhoo de 1931.
|          | vs |            | 1ª mão | 2ª mão |
| -------- | -- | ---------- | ------ | ------ |
| Benfica  |    | Vitória FC | 3 - 0  | 2 - 1  |
| FC Porto |    | Marítimo   | 2 - 1  | 3 - 2  |

## Final
| 28 de junho de 1931 | SL Benfica                               | 3 – 0 | FC Porto | Campo do Arnado, Coimbra   |
|                     | Vítor Silva 37', 65' · Augusto Dinis 44' |       |          | Árbitro: António Palhinhas |